# Circuito Brasileiro de Voleibol de Praia Feminino Sub-21 de 2019
O Circuito Brasileiro de Voleibol de Praia Sub-21 de 2019, também chamado de Circuito Banco do Brasil de Vôlei de Praia Sub-21, foi a décima sétima edição da principal competição nacional de Vôlei de Praia na categoria Sub-21 na variante feminina, iniciada em 14 de março de 2019.

## Resultados

### Circuito Sub-21
| Evento                                                                   | Ouro                                     | Prata                       | Bronze                           | Quarto lugar                     |
| 1ª Etapa Natal, Rio Grande do Norte 14 a 17 de março de 2019.            | Aninha Santos Victória Tosta             | Ingridh Arrigo Ana Carolina | Anna Thereza Fernanda Melo       | Thâmela Coradello Blenda Ribeiro |
| 2ª Etapa Maringá, Paraná 28 a 31 de julho de 2019..                      | Aninha Santos Victória Tosta             | Carol Paiva Mylena Adell    | Karol Góis Ana Carolina Costa    | Anna Thereza Fernanda Melo       |
| 3ª Etapa Vila Velha, Espírito Santo (estado) 7 a 10 de setembro de 2019. | Aninha Santos Victória Tosta             | Carol Paiva Mylena Adell    | Carolina Monique Tamires Firmino | Ingridh Arrigo Duda Girotto      |
| 4ª Etapa Manaus, Amazonas 3 a 6 de outubro de 2019.                      | Maria Clara Carvalhaes Vitória Rodrigues | Anna Thereza Fernanda Melo  | Aninha Santos Victória Tosta     | Aline Costa Lorena Chrystinne    |